# Reseda stricta
Reseda stricta är en resedaväxtart som beskrevs av Christiaan Hendrik Persoon. Reseda stricta ingår i släktet resedor, och familjen resedaväxter. Inga underarter finns listade i Catalogue of Life.